# Paulias Matane
Paulias Nguna Matane (ur. 21 września 1931 w Nowej Brytanii Wschodniej, zm. 12 grudnia 2021) – papuaski polityk, gubernator generalny Papui-Nowej Gwinei w latach 2004–2010.

## Życiorys
Pochodził z ludu Tolai z papuaskiej prowincji Nowa Brytania Wschodnia. Jest rodowitym użytkownikiem języka kuanua oraz wyznawcą prezbiteriańskiego Zjednoczonego Kościoła Papui-Nowej Gwinei i Wysp Salomona. Matane w latach 1975–1980 pełnił funkcję ambasadora Papui-Nowej Gwinei w Stanach Zjednoczonych.
Na urząd gubernatora generalnego został wybrany przez parlament 27 maja 2004, otrzymując 50 głosów poparcia, podczas gdy jego rywal, Pato Kakeraya, zdobył ich 46. Kakeraya odwołał się od wyniku głosowania do Sądu Najwyższego Papui-Nowej Gwinei pod zarzutem nieprawidłowości w przebiegu elekcji, jednak sąd oddalił jego wniosek. 29 czerwca 2004 Matane został zaprzysiężony na stanowisku. 13 października 2004 miała miejsce uroczystość nadania inwestytury przez królową brytyjską Elżbietę II.
25 czerwca 2010 parlament ponownie wybrał go na stanowisko gubernatora generalnego. Wybór spotkał się jednakże z krytyką ze strony opozycji, gdyż nie dochowano w jego trakcie wymogu tajności głosowania. 10 grudnia 2010 Sąd Najwyższy z tego powodu uznał jego reelekcję za niekonstytucyjną i nieważną. Nakazem Sądu Najwyższego 13 grudnia 2010 Matane ustąpił ze stanowiska, a pełniącym obowiązki gubernatora generalnego został przewodniczący parlamentu Jeffrey Nape.
Paulias Matane jest autorem wielu książek, pisanych prostym językiem angielskim, w których często opisywał własne podróże zagraniczne. Jego zamiarem było przekonanie rodaków do czytania i traktowania książek jako źródła cennych informacji oraz jako dobra przeznaczonego dla wszystkich.
Przez wiele lat redagował kolumnę w papuaskiej gazecie, "The National", zamieszczając w niej porady dla wszystkich pokoleń, starszych i młodszych. Matane był również fundatorem Zjednoczonej Agencji Informacyjnej Melanezji.